# Абзановська сільська рада (Зіанчуринський район)
Абза́новська сільська рада (рос. Абзановский сельский совет) — муніципальне утворення у складі Зіанчуринського району Башкортостану, Росія. Адміністративний центр — село Абзаново.

## Населення
Населення — 1794 особи (2019, 2211 в 2010, 2556 в 2002).

## Склад
В склад поселення входять такі населені пункти:
| Населений пункт             | Населення, осіб (2002) | Населення, осіб (2010) |
| --------------------------- | ---------------------- | ---------------------- |
| Абзаново, село              | 973                    | 882                    |
| Алібаєво, присілок          | 179                    | 140                    |
| Башкирська Чумаза, присілок | 481                    | 404                    |
| Іткулово, присілок          | 422                    | 383                    |
| Мухамедьяново, присілок     | 157                    | 146                    |
| Ніязгулово, присілок        | 144                    | 119                    |
| Юлдибаєво, присілок         | 182                    | 137                    |